# Крайнська марка
Крайнська або Карніольська марка (лат. Marca Carniola; словен. Kranjska krajina; нім. Mark Krain), також Крайнське або Карніольське маркграфство — прикордонна марка в південно-східній частині Священної Римської імперії в епоху Високого Середньовіччя, попередник Крайнського (Карніольського) герцогства. Її територія приблизно відповідала центральній Крайні, області сучасної Словенії. На момент свого створення марка була прикордонною територією Священної Римської імперії з Угорським та Хорватським королівствами.

## Історія
До приходу римлян (бл. 200 р. до н. е.) таври жили на півночі Карніоли, паннонці — на південному сході, яподи або карни, кельтське плем'я — на південному заході.
Більша частина Карніоли була частиною римської провінції Паннонія, тоді як північна частина була приєднана до Норику, південно-західна та південно-східна частини та місто Емона — до Венеції та Істрії. За часів Августа весь регіон від Емони до річки Купа належав до провінції Паннонія Савія.
Після падіння Західної римської імперії (476 р.) Карніола була включена до складу Італійського королівства Одоакра, а 493 року за правління Теодоріха Великого стала частиною Остготського королівства. Між верхів'ям Сави та Сочі жили карни, а наприкінці VI століття слов'яни заселили регіон, названий латинськими авторами Карнія, або Карніола, що означає «мала Карнія», тобто частина великої Карнії. Пізніше назва була змінена на Krajina або, німецькою мовою, Chrainmark. Нові жителі були піддані аварам.

### Заснування
Крайнська (Карніольська) марка на східному схилі Юлійських Альп, ймовірно, сягає кінця IX століття, коли вона формувалась поряд з Каринтійською, Істрійською та Паннонською марками і була особливо сприйнятлива до набігів угорців. У 952 році Крайнську марку разом з Каринтійською, Істрійською та Фріульською передали під владу герцогів Баварських.
У 976 році імператор Оттон II скинув повсталого баварського герцога Генріха Норовливого і передав герцогство своєму племіннику Оттону Швабському. У свою чергу, він відокремив південно-східні кордони від Баварського герцогства та підніс до самостійного герцогства Каринтію. Генріх Молодший, член баварської династії Луїтпольдингів, був призначений першим герцогом і діяв як свого роду «начальник прикордонної поліції», контролюючи Карніольську та Штирійську марки, Марку-на-Драу та Марку-на-Сані., а також величезну Веронську марку з Фріульською та Істрійською марками включно.

Крайнська марка у складі Каринтійського герцогства, близько 1000 р.

У 1040 році король Німеччини Генріх III відокремив Карніолу від Каринтійського герцогства та надав першій Віндську (Словенську) марку (пізніше Нижня Крайна). Причиною розколу були частково військові міркування, а частково вроджена самобутність регіону, чия модель німецької колонізації відрізнялася від схеми власне Каринтії на північ від хребта Караванке. Карніола була додатково заселена переважно баварцями з меншістю швабів і зберегла свою словенську культуру, тоді як більша частина Каринтії прийняла німецьку культуру. Найвидатнішими баварськими родинами були Гофлейни, Штайни, Гертенберги, Рейдек і Рабенсберги, а також були представлені швабські родини Ауерспергів, Остербергів і Галленбергів. Спочатку маркграфство межувало з Каринтією та Штирією (піднесено до герцогства в 1156 році) на півночі, з Хорватією та Славонією на сході, з Істрією та Далмацією на півдні та з Фріулі, Горіцією, Удіне та Градишкою на заході. Карнільські землі були неофіційно пов'язані з іншими регіонами південного сходу Імперії в тому, що було названо «австрійським комплексом» через перевагу, яку Австрія швидко здобула над іншими, і те, як вони прагнули слідувати їй. Завдяки цій неформальній згуртованості Карніола була більше схожа на географічну частину, ніж на ціле, і її часто об'єднували з сусідами та надавали як плату за підтримку на виборах. Тим не менш, її статус як найбільш південно-східної марки допоміг їй зберегти свої привілеї марки навіть у XIII столітті та ще довго після того, як інші регіони, особливо Фріулі, втратили свої.

### Під правлінням Аквілейських патріархів
11 червня 1077 року німецький король Генріх IV передав Карніолу та Істрію могутнім патріархам Аквілеї. А втім, світських маркграфів усе ще призначали, а територією управляли як окремою провінцією. Після вимирання тюринзьких графів Веймара після смерті маркграфа Ульріка II у 1112 році (він, можливо, відмовився від своєї марки в 1107 або 1108 роках), патріархат перебрав на себе управління територією, попри опір герцогів Каринтійських з рейнського дому Спонхеймів, з 1122 року. Патріархи поділили територію між кількома потужними феодами, найвидатнішими з яких були баварські графи Андечі (пізніше герцоги Меранії), династія Майнхардінерів з Горіції (Гьорц) і графи Цельє.
У XII столітті Венеційська республіка поступово підпорядкувала собі узбережжя Істрії, а Карніола взяла під свій контроль те, що залишилося від Істрійської марки навколо Пазина (Міттербург). Незабаром Карніола поширилася на Краське плато і мала два невеликих виходи до узбережжя у Трієстській та Кварнерській затоках. На заході вона досягала долини Ізонцо у Фріулі, але не самої річки. Ця зміна в її географічній структурі супроводжувалася підвищеним інтересом до неї з боку сусідніх держав, які не мали виходу до моря. У 1245 році патріарх Бертольд передав Карніолу австрійському герцогу Бабенбергу Фрідріху II, чоловікові Агнеси Меранської, з королівської згоди.

### Богемське правління
Близько 1254 року Карніола втратила свій статус марки. Коли в 1246 році австрійський герцог Фрідріх II помер, не залишивши спадкоємців чоловічої статі, Карніола була передана останньому герцогу Спонхейма Ульріку III Каринтійському, двоюрідному брату патріарха, який одружився зі вдовою Фрідріха Агнесі. Ульрік розвинув Карніолу, передав багато земель церкві та заснував монетний двір у Костанєвиці. Оскільки сам він не залишив спадкоємців, у 1268 році він заповів свої землі своєму двоюрідному брату, королю Богемії з династії Пржемисловичів Оттокару II. Оттокар до того отримав Австрійське та Штирійське герцогства, а після смерті Ульріка в 1269 році він об'єднав під своєю короною ще й Каринтію та Карніолу.
У 1273 році Оттокар був втягнутий у суперечку зі швабським графом Рудольфом Габсбургом щодо обрання його королем римлян. Наступного року Рудольф та імперський сейм в Нюрнберзі вимагали, щоб усі феоди, отримані під час міжцарів'я після смерті імператора Фрідріха II Гогенштауфена у 1250 році, мали повернутися до імперської корони, вимога, яка стосувалася Австрії, Каринтії та Карніоли. Оттокар відмовився, але врешті був поставлений під імперську опалу в 1276 році і був змушений поступитися землями, зберігши лише Богемію та Моравію. Через два роки він зазнав поразки й убитий у Битві під Дюрнкурутом. Під правлінням Габсбургів Карніола стала кордоном з Венецією на південному заході, тоді як її східний кордон з Угорщиною залишався стабільним.

### Австрійське панування
У 1282 році після зустрічі в Аугсбурзі Рудольф передав Карніолію своїм синам Альберту та Рудольфу II, але замість цього він орендував маркграфство своєму союзнику графу Мейнхарду Тірольському, якого він призначив герцогом Каринтії з 1286 року. Він залишався в династії Мейнхардінерів, доки син Мейнарда, герцог Каринтії Генріх VI, не помер у 1335 році. Люксембурзький король Іоанн I Богемський відмовився від своїх прав на спадщину, і Габсбурзькі герцоги Отто та Альберт II Австрійські отримали Карніолію, незважаючи на колишню угоду, яку покійний герцог Генріх уклав з імператором Людовиком Баварським, згідно з яким його доньки Аделаїда та Маргарита Тірольська мали успадкувати його землі.
Син Альберта, австрійський герцог Рудольф IV, оголосив Карніолу герцогством у 1364 році, хоча, як і його претензії на титул «Ерцгерцога Австрії» згідно з Privilegium Maius, таке підвищення було поза його юрисдикцією. Герцогський титул був підтверджений лише набагато пізніше: цього разу 1590 року. Згідно з Нойберзьким договором 1379 року Карніола була приєднана до внутрішньоавстрійських володінь лінії Габсбургів Леопольда.

## Список маркграфів
- Вінтер († після 12 березня 933 р.)
- Удальріх фон Еберсберг, — * Еберхард II фон Еберсберг, 1040 р.
- Поппо I, 1040—1044, граф Веймара, також маркграф Істрії з 1012 р.
- Ульріх I, 1045—1070, син, граф Веймара, також маркграф Істрії з 1060 р.
- Поппо II, 1070—1098, син, також маркграф Істрії з 1096 р.
  - Ульріх II, 1098—1107, брат, граф Веймара, також маркграф Істрії

Спонгаймська династія
- Енгельберт I, 1107—1124, також маркграф Істрії, герцог Карінтії з 1122 р.
- Енгельберт II, 1124—1173, син, також маркграф Істрії

Андекська династія
- Бертольд I, 1173—1188, також маркграф Істрії
- Бертольд II, 1188—1204, також герцог Меранії
- Генріх, 1204—1228
- Оттон I, 1228—1234
- Оттон II, 1234—1248

Бабенберги
- Фрідріх II Войовничий, 1245—1246, герцог Австрії та Штирії з 1230 р.

Спонгаймська династія
- Ульріх III, 1248—1269, також герцог Карінтії з 1256

Пржемисловичі
- Оттокар II, –, король Богемії, також герцог Австрії, Штирії та Каринтії

Габсбурги
- Рудольф, 1276—1286, німецький король (король римлян) з 1273, також герцог Австрії, Штирії та Каринтії до 1282

Горицька династія
- Мейнхард, 1286—1295, граф Тіролю з 1258, також герцог Каринтії
- Генріх, –, син, також король Богемії 1306 і 1307—1310, герцог Каринтії і граф Тіролю

Габсбурги
- Альберт II, 1335—1358, онук короля Рудольфа, герцог Австрії та Штирії з 1330 року, також герцог Каринтії
- Рудольф IV, 1358—1364, син, також герцог Австрії, Штирії та Каринтії, граф Тіролю з 1363

у 1364 році оголосив себе «герцогом Карніолії».